# Cherville
Cherville település Franciaországban, Marne megyében. Lakosainak száma 84 fő (2022. január 1.). Cherville Jâlons, Athis és Champigneul-Champagne községekkel határos.

## Népesség
A település népességének változása:
| Lakosok száma | 35   | 96   | 108  | 92   | 79   | 79   | 81   | 82   | 83   | 84   |
|               | 1968 | 1982 | 1990 | 2006 | 2013 | 2015 | 2017 | 2019 | 2020 | 2022 |